# 안방 보험
안방 보험(An Bang Insurance, 중국어: 安邦保险)은 중화인민공화국 수립 10대 원수 중 한 명이자 국무원 부총리를 지낸 천이(陳毅, 진의)의 셋째 아들인 "천샤오루(陳小魯, 진소노)" 현 이사와 상하이자동차그룹(上海自動車集團, 상해자동차집단) 사장 출신인 "후마오위안(胡茂元, 호무원)" 현 이사, 덩샤오핑 외손녀와 한때 부부였던 "우샤오후이 (吳小暉, 오소휘)" 현 회장 등이 2004년에 창업한 중국의 보험사이다. 2014년 우리은행의 경영권을 인수하려 시도하였다. 2015년 동양생명을 인수하였다. 2016년 알리안츠생명을 인수하여 2017년 8월 ABL생명으로 사명을 변경하였고, 2017년 9월 알리안츠글로벌자산운용을 인수하여 2017년 12월 ABL글로벌자산운용으로 사명을 변경하였다가 2019년 우리금융그룹에 매각되어 지금의 우리글로벌자산운용으로 사명을 변경하였고 2025년 동양생명과 ABL생명이 우리금융그룹의 계열사로 편입되었다.